# Sant Julià d'Espui
Sant Julià d'Espui, o del Puig de Cabdella és l'església parroquial romànica del poble d'Espui, en el terme municipal de la Torre de Cabdella a la comarca del Pallars Jussà.
Està documentada des del 1178, sovint amb l'expressió llatina podii Capdele (del puig de Cabdella).
Originalment era una església d'una sola nau, amb absis a llevant, però el pas del temps l'ha afectada molt, principalment a la part nord i de llevant. El menys afectat, i que, per tant, mostra més l'obra original romànica és la façana de ponent i el campanar.

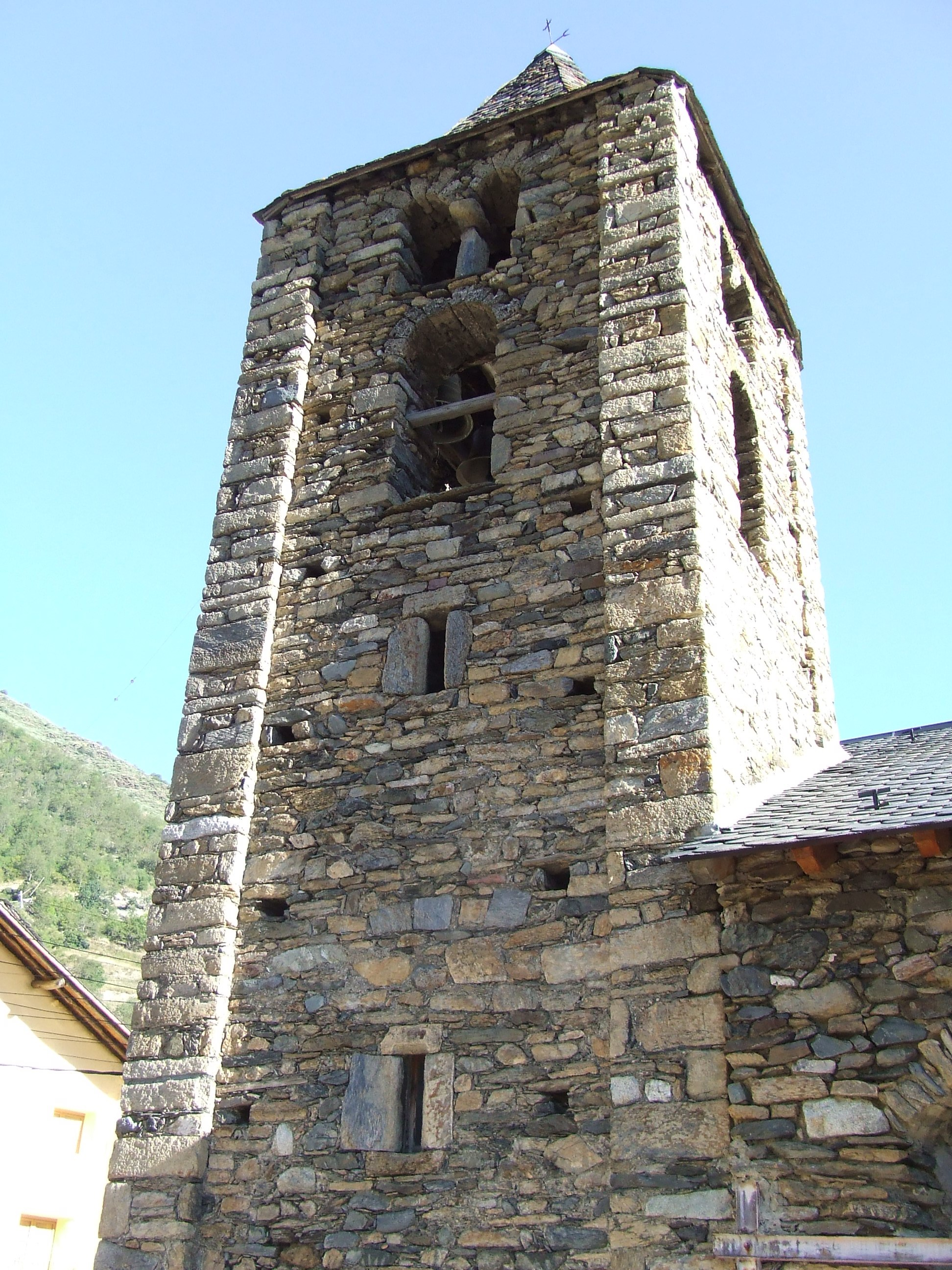
El campanar romànic

Aquest darrer és una torre de planta quadrada d'una 5,5 metres de costat. Un sòcol de força alçada constitueix el primer element ornamental, i d'ell parteixen unes lesenes que emmarquen cadascuna de les cares del cloquer. La coberta en forma de piràmide és molt posterior, i talla en sec l'obra romànica. Segurament en fer la coberta actual es va suprimir el darrer pis del campanar.

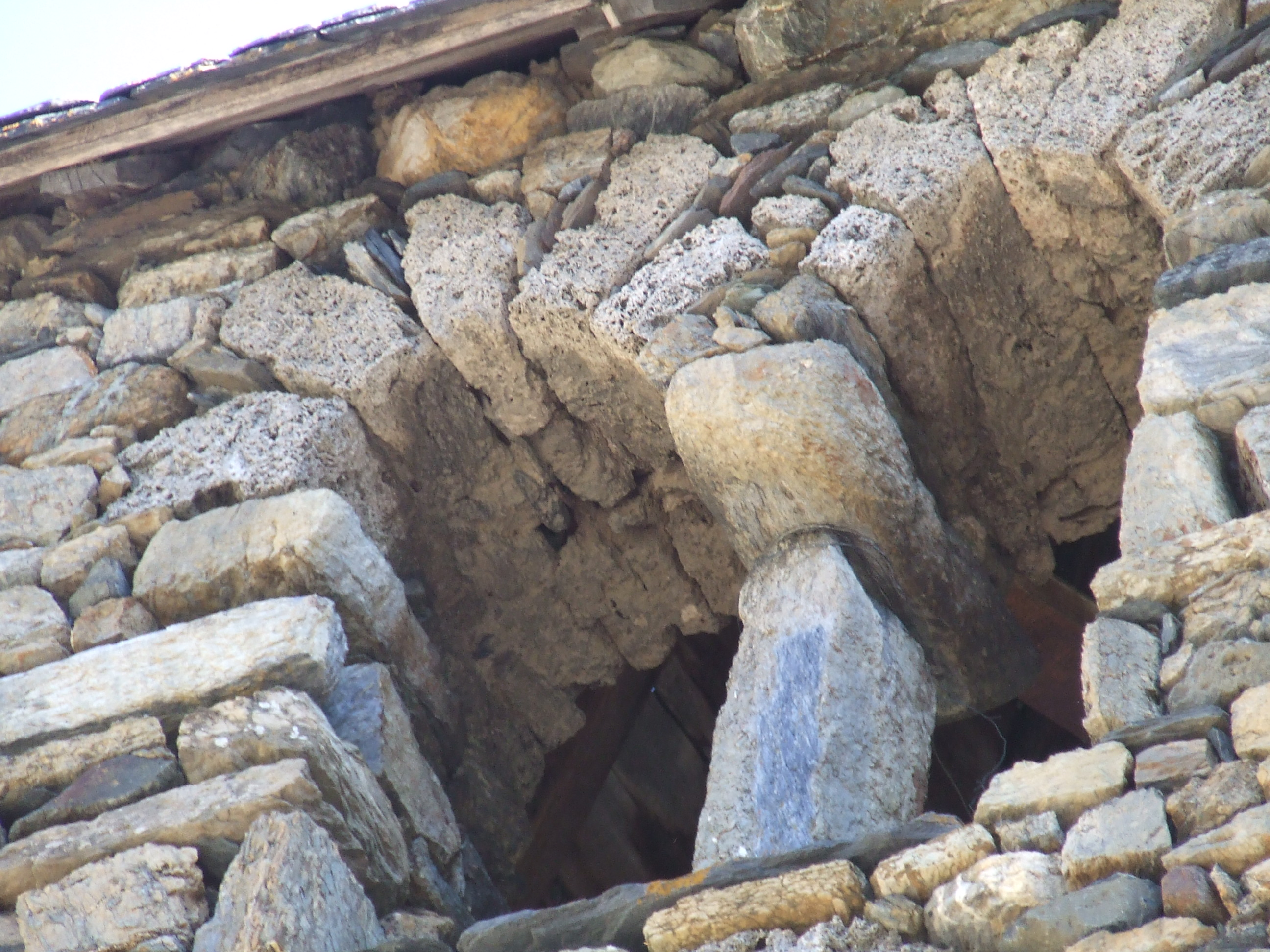
Detall de les finestres del pis superior del campanar

Interiorment, el campanar té sis plantes. La primera, que n'és la base, és cec, cap a l'exterior. La segona i la tercera s'obren a l'exterior mitjançant unes espitlleres, fetes amb petits blocs de pedra, però sempre d'una sola peça a cada muntant i a la llinda. Hi ha incises unes creus i un calvari, en alguna d'aquestes pedres. La quarta presenta unes finestres grosses, d'un sol ull, acabades en volta de mig punt i adovellades amb pedra tosca. La cinquena planta té finestres geminades, amb mainells de pedra d'una sola peça, al damunt dels quals hi ha un capitell trapezoïdal, d'on arrenquen els dos arcs de mig punt de les finestres bessones. El sisè pis, desaparegut, devia ser com el que s'acaba d'explicar.

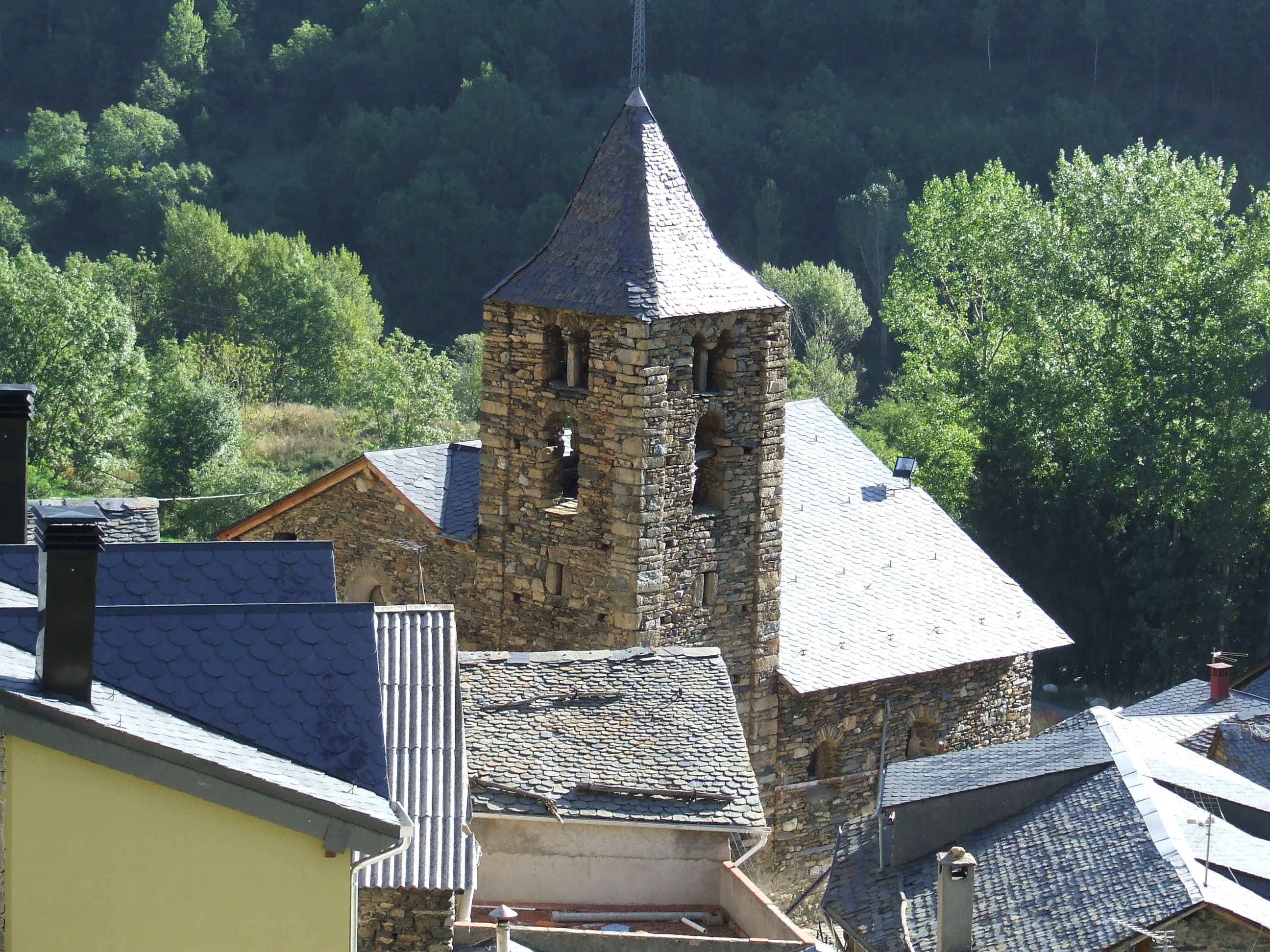
El campanar, enmig del poble

Per l'aparell i les formes constructives, es tracta d'una església rural del segle xi, que segueix les pautes de les esglésies romàniques pirinenques, com les de la Vall de Boí.